# Andrzej Szteliga
Andrzej Szteliga é um doutor em ciências econômicas, diplomata polonês, conselheiro-ministro da Embaixada da Polônia na França - chefe do Departamento de Economia e Comércio, delegado da Polônia no Escritório de Exposições Internacionais em Paris, chefe da Representação Regional da Voivodia de Towardsląskie em Bruxelas, autor de numerosas publicações.

## Curriculum vitae
Ele se formou na Universidade de Economia de Katowice, pós-graduação em jornalismo na Universidade de Varsóvia, e pós-graduação em melhoria de protocolo na Academia Diplomática Internacional em Paris. Participou de estágios gerenciais em organizações empresariais e instituições promocionais na Inglaterra, França, Alemanha, Suécia, Itália e EUA.
Ele associou seu início de carreira ao comércio exterior, autogoverno, governo e administração do governo local. Mais tarde ele se tornou ministro da Embaixada da Polônia em Paris, onde se tornou chefe do Departamento Econômico e Comercial. Também o delegado polaco no Gabinete Internacional de Exposições em Paris e o chefe da Representação Regional da Voivodia de Śląsk em relação às instituições da UE em Bruxelas.
Especializado em protocolo e etiqueta diplomática, relações internacionais e comércio exterior. Ele dá inúmeras palestras em conferências e seminários.
Professor de longa data na Universidade de Economia de Katowice ("Etiqueta do Gerente"), na Escola de Negócios de Dąbrowa Górnicza ("Etiqueta do Gerente em Administração e Negócios" e "Diplomacia Econômica"), na Upper Silesian School of Economics em Katowice ("Etiquette in business") e também na Escola de Empreendedorismo da Alta Silésia em Chorzów ("Integração Europeia" e "Promoção internacional de empresas"). Hoje ele leciona sobre o protocolo e o rótulo da Academia de Diplomacia da Universidade da Silésia em Katowice.
Ele é o autor ou coautor de numerosas publicações.

## Publicações (seleção)
- Etiqueta profissional e protocolo diplomático (Editora da Universidade da Silésia, 2018)[4]
- Rótulo do gerente (Sonia Draga, 2012)[5]